# Maida
Maida (pronuncia Màida [ˈmaida], Majida in calabrese ['majida]) è un comune italiano di 4 510 abitanti della provincia di Catanzaro in Calabria.

## Geografia fisica

### Territorio
L'abitato di Maida sorge su una collina che si affaccia sulla Piana di Sant'Eufemia tra i fiumi Jayari a ovest e Cottola a est. Il territorio comunale comprende anche la frazione di minoranza etnica e linguistica albanese (arbëreshë) di Vena di Maida (Vjna in lingua arbëreshe), posta a 242 metri s.l.m.

## Storia

### Le origini ed il Medioevo
Il territorio di Maida fu abitato dai tempi più remoti. Lo testimoniano le numerose grotte presenti nella zona, certamente abitate in epoche lontanissime e alcuni reperti scoperti nel litorale. Nel 1980, durante una campagna di scavi promossa dall'Università di Pisa, sono stati scoperti in località Casella manufatti in pietra risalenti al Paleolitico Inferiore, nel loro strato originario. Si tratta in maggioranza di choppers unifacciali e raschiatoi in scheggia. Altri manufatti dello stesso periodo, del Paleolitico Superiore e del Neolitico, sono stati rinvenuti perché portati in superficie dalle attività agricole. Si tratta di schegge corte e spesse in selce, quarzite e diaspro, per la maggior parte raschiatoi.
Dal II millennio a.C. in poi ci furono varie invasioni di popoli indoeuropei. Tra i tanti ricordiamo gli Enotri.
Tra il VII e il VI secolo a.C. arrivarono i Greci, che, anche in questi luoghi, fondarono delle città.
Alcuni scrittori (Vossio) sostengono che a Maida sorgesse l'antica Lametia, altri (Barrio) la identificano con Melania. In seguito troviamo i Romani e i Longobardi.
I Bizantini scoprirono e nell'VIII secolo, fortificarono il borgo, che chiamarono Maghida; tale nome sopravvive nel dialetto. Nel X secolo la fortezza venne conquistata dagli Arabi, e divenne parte dell'Emirato di Squillace. Successivamente troviamo i Normanni, gli Svevi e gli Angioini. Fu occupata nel 1087 da Miera di Falluca, signore di Rocca Falluca e Catanzaro durante il conflitto che oppose l'erede del Guiscardo Ruggero Borsa al fratellastro Boemondo I d'Antiochia, ma a causa di questa conquista i Falluca persero i loro domini. Il trattato di pace del 1089 fra Ruggero Borsa e Boemondo stabilì l'assegnazione di Maida e di Cosenza a Boemondo in cambio di Bari. Durante uno dei suoi viaggi, il 23 maggio 1223, Federico II si fermò a Maida. Egli istituì una grande riserva di caccia parzialmente ricadente nel territorio del feudo di Maida. In questo periodo Maida perse gradualmente l'uso della lingua greca.
Successivamente Carlo I d'Angiò assegnò il castello di Maida a Egidio di Santo Liceto. Egli non si fece ben volere dai maidesi tanto che, in assenza del feudatario, la popolazione insorse distruggendo parzialmente il castello. Dopo un'indagine durata due anni, Carlo d'Angiò fece punire i responsabili e ordinò la ricostruzione del castello. Durante tale ricostruzione il castello venne ampliato, comprendendo l'attuale Piazza Roma. Il castello venne dotato di granai, scoperti a metà degli anni novanta. Successivamente il feudo passò nelle mani del figlio, Egidio junior, poi a Guglielmo di Santoliceto, e infine alla figlia di quest'ultimo, Luisa. Successivamente il feudo tornò alla Corona, che lo concesse alla regina Sancha.
Nel 1334 Roberto d'Angiò assegna il feudo di Maida a Goffredo Marzano, dopo aver ottenuto, nel 1331, il castello dalla regina Sancha.
In questo periodo, fin dal 1385, ci fu una fuga, intensificatasi con il consolidamento del potere dei Caracciolo agli inizi del XVI secolo, verso i paesi limitrofi per sottrarsi alla dominazione feudale.
Nel 1400 appare già padrone del feudo Gualtiero Caracciolo detto il Viola. E la famiglia Caracciolo sarà a lungo, tranne brevi pause, padrona del feudo.
Il 2 giugno 1459 i maidesi si rivoltarono contro il feudatario per ottenere sgravi fiscali, il generale Davalos sedò la rivolta.
Nella metà del XV secolo arrivano dei coloni albanesi che daranno origine all'abitato di Vena di Maida.
Dopo la morte di Ottino Caracciolo il feudo divenne demanio regio per volere di re Ferdinando I d'Aragona, che concesse a Maida dei benefici. Successivamente Ferdinando assegnò Maida al figlio Federico, che concesse nuovi statuti, detti Capitoli; essi concedevano ai maidesi il beneficio di commerciare con l'esenzione dalle tasse durante la domenica, negavano l'estradizione, gli abitanti potevano essere giudicati solo dalla magistratura del feudo. Veniva vietata qualsiasi forma di requisizione non indennizzata, se non effettuata dal principe, venivano abolite le corvé non indennizzate. Inoltre venne abolita la tassa di un terzo sul raccolto alla Corona, e altri privilegi che favorirono lo sviluppo di Maida.

### XIV e XVII secolo
Nel 1496 sale sul trono napoletano Federico d'Aragona che conferma a Maida tutti i privilegi goduti precedentemente e ne elargisce dei nuovi.
I maidesi erano molto legati a questo re e diversi cittadini accorsero in sua difesa quando fu attaccato dal re di Francia e dagli spagnoli.
Federico fu sconfitto e divenne viceré Consalvo di Cordova.
Agli inizi del secolo 64 famiglie di nobili maidesi avrebbero appoggiato una causa, intentata dal comune di Maida, per esercitare una sorta di diritto di prelazione sul feudo, nel tentativo di scongiurare il dominio baronale dei Caracciolo. La causa sarebbe stata persa nel 1507, con gravi perdite finanziarie per il comune. Della causa esistono notizie storiche, ma non gli atti ufficiali, il che fa pensare a un falso.
Il periodo successivo fu difficile, caratterizzato da economia in crisi, diminuzione delle entrate e aumento delle tasse.
Successivamente il feudo fu venduto ai Loffredo, ma i Caracciolo continuavano a vantare diritti, specialmente sulle terre di Maida e Lacconia. La contesa venne risolta, tra il 1518 e il 1519, da re Carlo V a favore dei Loffredo. A seguito di tali avvenimenti l'economia di Maida crollò.
A rendere la situazione più grave furono le incursioni saracene: per proteggersi si costruirono, negli anni sessanta del Cinquecento, lungo la costa numerose torri di avvistamento, di esse sono ancora visibili i ruderi. Le torri erano abbastanza vicine da comunicare tra loro con messaggeri a cavallo di giorno e fuochi di segnalazione durante la notte; Maida non ebbe incursioni dai Saraceni. In questo periodo Maida ospitava un'università. 
Nel 1561 il Feudo di Maida contava 979 fuochi (famiglie). Il feudo divenne successivamente oggetto di diverse compravendite.
Dopo le nozze di Dianora Caracciolo con Marcantonio Loffredo il feudo passò nelle mani di quest'ultima famiglia e fu elevato a principato.
Nel XVII secolo sono da rilevare i terremoti del 1638 e del 1659 ed il peggioramento della situazione economica, che misero in difficoltà i feudatari.
Questi ultimi per migliorare l'economia fecero costruire canali irrigui, molini, acquedotti a Cortale, Jacurso e nei dintorni di Maida, ma le numerose tasse imposte resero molto tesi i rapporti con i cittadini, che uccisero, all'uscita di teatro, uno degli ultimi dei Loffredo: Marcantonio.
Di positivo, in questo secolo, c'è un certo risveglio culturale con la presenza di un teatro e di un'Accademia, detta degl'Inquieti, fondata da Pietro Paladino, ex seguace di Giambattista Marino.

### XVIII secolo
Nel dicembre del 1691 il feudo fu acquistato da Fabrizio Ruffo. Dopo la sua morte (1692) gli succedettero dapprima il nipote Francesco, poi il figlio di questi Carlo e, via via, altri eredi della famiglia, tra cui Ippolita.
Essa fu una buona feudataria, in quanto era cresciuta nella cittadina ed era legata affettivamente a Maida.
Per aiutare la gente, dopo il terremoto del 1783, essa fece aprire una filanda, in cui dette lavoro a molti disoccupati, promosse l'istituzione di piccole concerie e cercò di venire incontro ai bisognosi.
Nel 1735 il re Carlo III, insediato a Napoli dal padre Filippo V fece una visita a Maida e andò a cacciare nel bosco dell'Ascrea.
Il terremoto del 1783 produsse molti danni: caddero a Maida il castello, l'ospedale di San Pietro, il teatro, le mura cittadine e varie chiese. I morti furono 95.
Il governo pensò di intervenire per aiutare la popolazione requisendo i beni della maggior parte delle case religiose e costituendo la Cassa Sacra. Pertanto Maida si vide spogliata dei numerosi conventi e privata dei redditi di quei beni.
Alla fine del Settecento si diffusero anche a Maida le idee illuministiche e giacobine. Il cardinale Fabrizio Ruffo, nel marzo 1799, si recò anche a Maida per reprimere il movimento giacobino. Egli impose tasse altissime ai nobili del luogo e riuscì a convincere molti cittadini a seguirlo nella sua spedizione napoletana.Vi furono anche maidesi che difesero la capitale della Repubblica Partenopea (Gregorio Vitale, Giuseppe Farao, Luigi Fabiani). Luigi Fabiani difese il Ponte della Maddalena. A Maida, il 23 agosto del 1806, fu riconosciuto da sanfedisti e ucciso nella contrada Pesipe.
In questi anni, tra la fine del Settecento e gli inizi dell'Ottocento, sorsero numerosi palazzi, alcuni dei quali, secondo alcune fonti, furono progettati da Sintes, allievo di Vanvitelli.

### XIX secolo
Durante il periodo della contro-rivoluzione borbonica, il 16 luglio 1806, il territorio di Maida fu teatro di una battaglia tra francesi ed inglesi, risoltasi in favore di questi ultimi.
I nomi "Maida Hill" e "Maida Vale" a Londra prendono origine da questa battaglia.
Il ritorno dei Francesi a Napoli segna la fine del sistema feudale.
C'è una riforma amministrativa e Maida diventa capoluogo di un circondario che comprende tutti i territori dell'ex feudo.
Il 29 agosto del 1860 i maidesi assistettero al passaggio di Giuseppe Garibaldi: egli si affacciò dal balcone di palazzo Farao per annunciare "la disfatta di diecimila borbonici", come ricorda la lapide posta su quel palazzo, nel 1945 passato in eredità alla famiglia Ciriaco.Il primo Presidente del Consiglio Provinciale della Calabria Ultra 2a, nel 1861, è stato un maidese, Sebastiano Fabiani. Dopo l'Unità d'Italia, Maida visse gli stessi problemi economici e politici degli altri paesi del Sud. È stato tuttavia uno dei primi comuni del Mezzogiorno d'Italia ad avere la condotta di acqua potabile, nel 1888. La terra era nelle mani di pochi latifondisti e l'unica risorsa era l'artigianato. Alla fine dell'Ottocento iniziò l'emigrazione che continuò per tutto il Novecento, con le uniche interruzioni durante la prima e seconda guerra mondiale e gli anni vicini.

### XX secolo
Nel 1903 il comune acquista e demolisce la chiesa di San Michele Arcangelo, su quel terreno verrà edificato nel 1930 il monumento ai caduti.
Durante il periodo fascista furono podestà di Maida Pietro Bilotta, dal 1927, e Nicola Votta, dal 1938, dopo essere stato commissario prefettizio nell'anno precedente.
Nel 1944, sindaco il generale Ferdinando Fabiani, venne istituita una "Scuola Ginnasiale" con il contributo di diversi cittadini.
Nel 1951 venne inaugurata l'agenzia della Cassa di Risparmio di Calabria e di Lucania.
Nel 1953 il paese subì la devastazione di un'alluvione, che innescò una nuova ondata di emigrazione.

### Simboli
Lo stemma del comune di Maida è stato concesso con decreto del presidente della Repubblica del 2 agosto 1982.
(D.P.R. 2 agosto 1982)
Il gonfalone è un drappo troncato di verde e di bianco.

## Monumenti e luoghi d'interesse

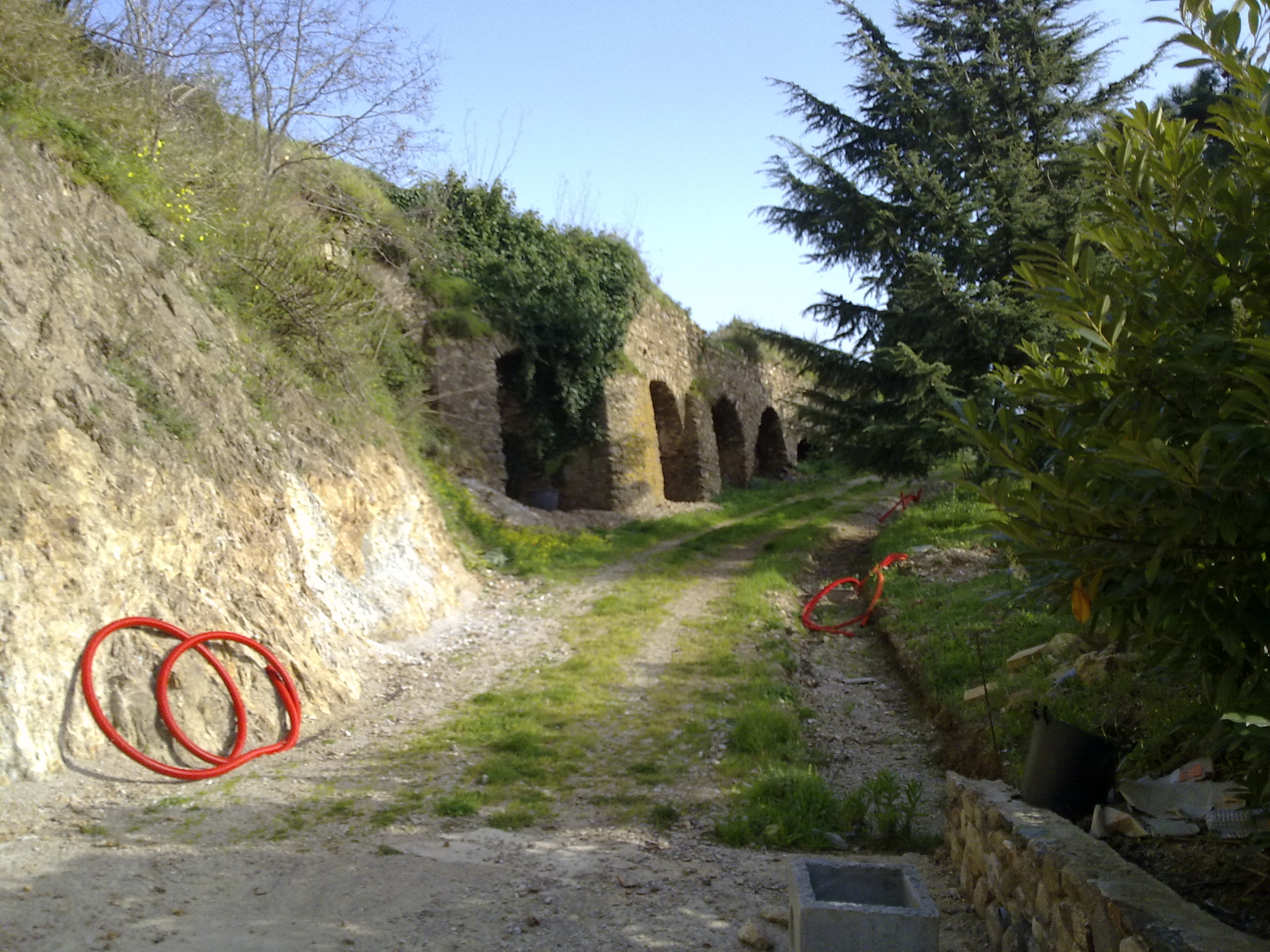
Acquedotto, tratto finale

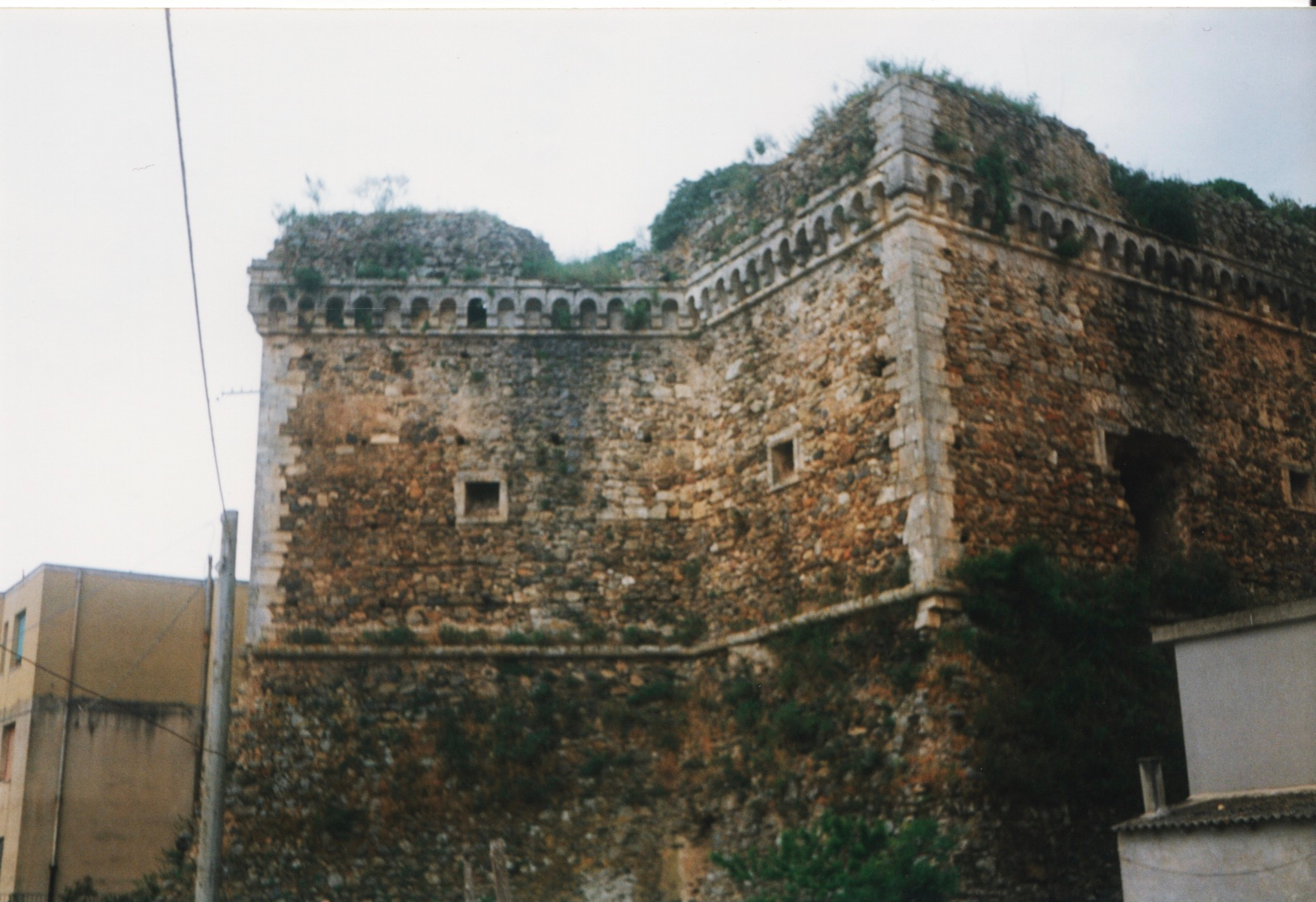
Ruderi del castello di Maida

### Architetture religiose

#### Chiesa di Santa Maria Cattolica
Anticamente era una chiesa di rito greco, era punto di riferimento dei monaci basiliani, che vivevano nelle "Laure". Il titolo di "Cattolica" è proprio dovuto al fatto che i monaci la chiamavano katholikon. La chiesa mantenne la pianta a croce greca, probabilmente fino al 1783, quando fu distrutta da un terremoto. I maidesi vollero ricostruire la chiesa nella configurazione attuale. La chiesa sorge ora su dei contrafforti ottenuti da un antico palazzo baronale. 
Nei secoli XVII e XVIII Maida era residenza estiva del vescovo di Nicastro, la chiesa di Santa Maria Cattolica è riportata come cattedrale almeno dal 1565.
Fino al terremoto del 1905 la chiesa era dotata di una torre campanaria, definitivamente demolita nel 1930; tale torre era originariamente usata per avvistamenti dal mare.
Contiene affreschi dipinti da Zimatore e Grillo, tra cui il Cristo Re, situato nel catino absidale, e i Quattro Evangelisti, situati ai quattro pennacchi della cupola. Sulle pareti iniziali delle due navate laterali si trovano due affreschi di Andrea Cefaly: "Gesù tra i dottori" e "Lasciate che i pargoli vengano a me".
Il sagrato, che domina la piana di Lamezia Terme, è caratterizzato da una pavimentazione in pietra e mattoni, scoperta e restaurata agli inizi degli anni 2000. Tale sagrato appoggia sulla sottostante chiesa di San Sebastiano.

#### Chiesa di San Nicola de Latinis
Una lapide sulla facciata, sopra il portone, ricorda i restauri avvenuti nel 1638 su commissione di Marcantonio Loffredo. Sopra di essa vi è una nicchia contenente una statua del santo realizzata nel 1955.
Contiene il quadro di San Nicola, si tratta di una trasposizione del XVII secolo dell'iconografia bizantina del santo.

### Architetture militari

#### Il Castello Normanno
Nel paese sono ancora presenti i ruderi dell'antico castello. Esso era di forma quadrata con quattro torri agli angoli. Di una delle torri orientali è ancora ben distinguibile il corpo, anche se parzialmente nascosto da costruzioni moderne. È stato sede di una prigione, di cui esistono ancora alcune celle e la scala in ardesia. Il castello è stato, negli anni cinquanta, circondato da costruzioni moderne, che in parte lo nascondono. Il castello e Maida erano rifornite d'acqua attraverso un acquedotto, di cui fa parte l'arco di Sant'Antonio, restaurato negli anni novanta. Il paese era così attraversato da un corso d'acqua che alimentava un mulino con abbeveratoio all'entrata nord dell'abitato.

## Società

### Evoluzione demografica
Abitanti censiti

### Etnie e minoranze straniere
Secondo i dati ISTAT al 31 dicembre 2022 la popolazione straniera residente era di 516 persone. Le nazionalità maggiormente rappresentate in base alla loro percentuale sul totale della popolazione residente erano:
- Bulgaria 276 6,21%
- Romania 107 2,41%
- Cina 42 0,95%

### Tradizioni e folclore

#### La Ciciarata
Ogni anno, il 2 aprile, si festeggia nei ruderi del convento dei Padri Minimi, la Ciciarata. Dopo la messa vengono distribuiti gratuitamente pasta e ceci ai fedeli, in ricordo della carità del santo patrono; la comunità di origine maidese ad Ambler continua la tradizione insieme ad altre comunità di emigrati nel mondo. Negli anni in cui il 2 aprile cade durante la settimana santa, la festa viene posticipata.

## Infrastrutture e trasporti
Il comune è interessato dalle seguenti direttrici stradali:
- Strada provinciale 90
- Strada provinciale 162 / 2

## Geografia antropica

### Frazioni

#### Vena di Maida

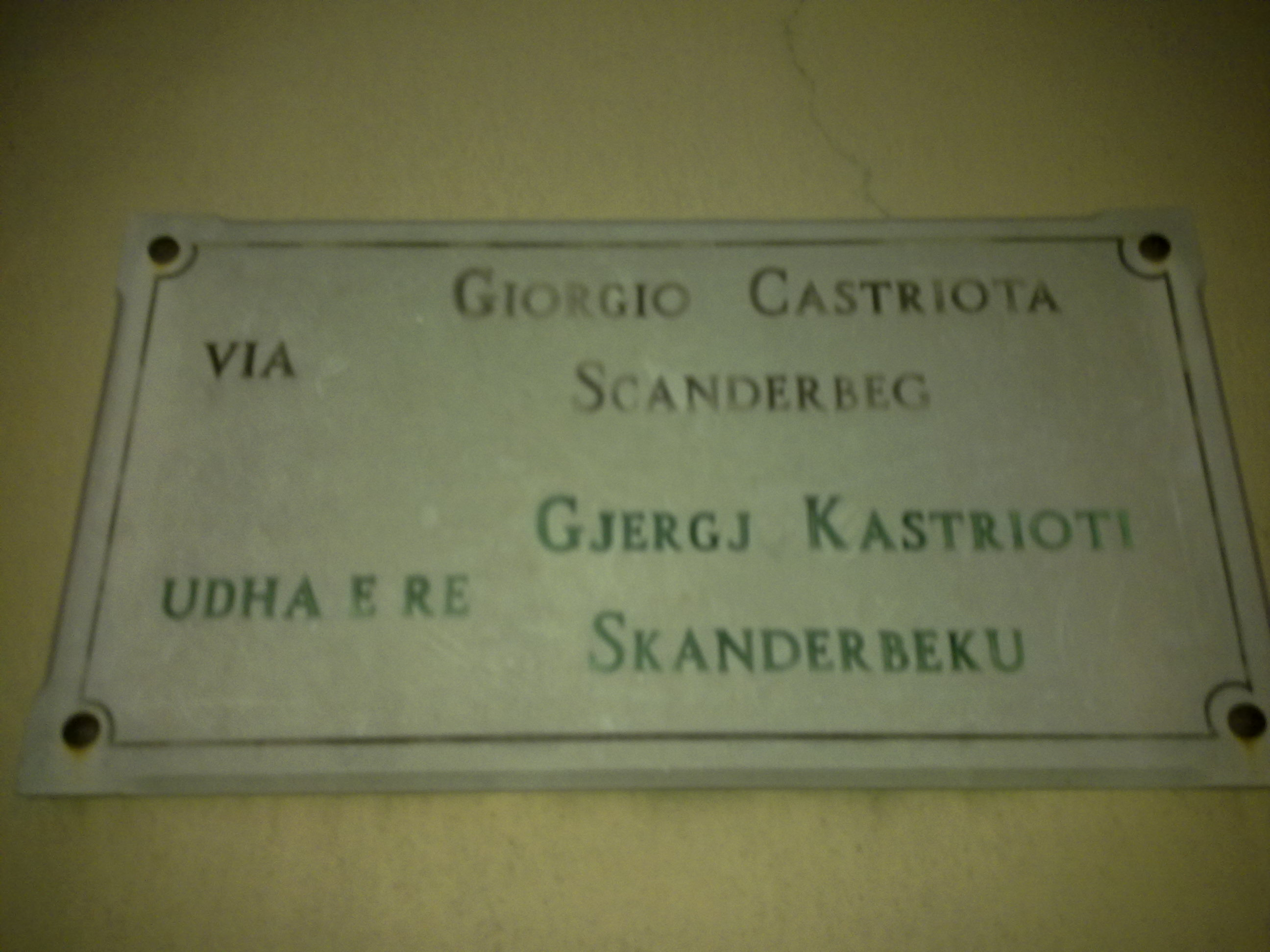
Insegna bilingue italiano/albanese a Vena di Maida

Del territorio di Maida fa parte la località Vena di Maida (Vjna in lingua arbëreshe), originariamente Calabritti. Il 4 maggio del 1831, col decreto istitutivo dei Comuni e dei Circondari, si stabiliva il Comune di Vena. Il 14 ottobre del 1839 Vena era assegnata come frazione al Comune di Maida.
Il paese fu fondato nel verso la fine del XV secolo da una comunità albanese (arbëreshë), venuta in Calabria, probabilmente, dopo la morte di Scanderbeg (1468), la caduta di Kruja (1478) e la caduta di Scutari (1479) quando si ebbe la quasi definitiva sottomissione dell’Albania all’Impero ottomano. Tra questi fuggiaschi albanesi è probabile che ci fossero molti di coloro che avevano combattuto contro gli ottomani e che meno degli altri si rassegnavano a vivere sotto questi padroni, oppure che temevano per la loro vita proprio per aver militato nelle truppe di Scanderbeg. Secondo quanto sostenuto da Giovanni Fiore da Cropani, l’origine degli insediamenti albanesi di Calabria risale a qualche decennio dopo la morte di Scanderbeg, quando, con l’invasione dell’Albania da parte degli ottomani, molti albanesi fuggirono.
Secondo lo storico Gaetano Boca, Vena di Maida sorse in località "Castiglione Calamizza", nelle vicinanze dell’omonimo casale. Con il tempo la nuova sede fu poi stabilita su un lembo del "Giardino del duca", tra le contrade "Katropé" e "Bari i zi". Questi erano territori che, al momento dell’arrivo degli albanesi appartenevano alla famiglia Caracciolo. I nuclei albanesi di Vena unitariamente a quelli insediati a Zangarona vegliavano sulle mosse del conte Caracciolo e altri elementi dello stesso casato che avevano terre e castelli nei territori che vanno da Girifalco a Maida, a Curinga e in tutto il Lametino.
Particolarmente noto per la magnificenza dei suoi costumi il paese fu visitato, nei secoli scorsi, da numerosi viaggiatori, tra cui Henry Swinburne, Craufurd Tait Ramage, Rilliet e Alexandre Dumas.
Quest'ultimo gli dedicò un intero capitolo nel suo "Viaggio in Calabria" e lo cita in "Luisa Sanfelice".
Anche lo scrittore contemporaneo Carmine Abate, ispirandosi al libro di Dumas, situa nella località lo svolgimento del suo romanzo Tra due mari. Tuttora abitata dai discendenti di soldati albanesi, si è perso da secoli il rito greco-bizantino, ma è mantenuta la lingua albanese, tratto essenziale della minoranza etnica. Vi rimangono inoltre i costumi tradizionali albanesi, simili a quelli di Caraffa di Catanzaro, che vengono conservati da alcune famiglie e usati, anche se solo in rare occasioni. Nella frazione Vena si trovano due architetture religiose: la Chiesa Arcipretale di Sant'Andrea Apostolo (Klisha Kryepriftërore e Shën Ndreut) (XVIII sec.) e il Santuario della Madonna di Bellacava (Klisha Nderma e Belakavës).

## Economia
In tutta la zona l'attività economica primaria è l'agricoltura; notevoli particolarmente gli oliveti, gli agrumeti e le colture di kiwi; sono sorte alcune attività legate al turismo.
Un'attrazione è la veduta dall'alto del monte Contessa (nel territorio di Jacurso), dei due mari: Ionio e Tirreno. 
Maida ha tre zone industriali e una moltitudine di attività: dal settore dell'arredamento (produzione), ai detersivi (produzione), all'industria alimentare e dei trasporti. 
In località Comuni Condomini, sorge il più grande centro commerciale della Calabria, denominato "Due Mari".
Negli ultimi anni sono stati realizzati un impianto eolico denominato “Piano Barone” per la produzione di energia, della potenza nominale di 96 MW, e le relative infrastrutture, ricadenti nei Comuni di San Pietro a Maida e Maida.
La tradizione alimentare, nel paese, è molto viva: infatti permane l'uso di produrre in casa molti tipi di sott'oli, sott'aceti e insaccati, soprattutto di carne di maiale. 
Prodotti tipici sono anche il vino e l'olio.

## Amministrazione
| Periodo         | Periodo         | Primo cittadino       | Partito                                 | Carica                  | Note   |
| --------------- | --------------- | --------------------- | --------------------------------------- | ----------------------- | ------ |
| 12 giugno 1994  | 24 maggio 1998  | Natale Amantea        | PDS                                     | sindaco                 |        |
| 24 maggio 1998  | 26 maggio 2002  | Natale Amantea        | lista civica                            | sindaco                 |        |
| 26 maggio 2002  | 26 gennaio 2007 | Aristide Paone        | lista civica                            | sindaco                 | [ 24 ] |
| 26 gennaio 2007 | 27 maggio 2007  | Aldo Calandriello     |                                         | commissario prefettizio |        |
| 27 maggio 2007  | 6 maggio 2012   | Natale Amantea        | Comunisti Italiani                      | sindaco                 |        |
| 6 maggio 2012   | 11 giugno 2017  | Natale Amantea        | lista civica "Insieme per Maida"        | sindaco                 |        |
| 11 giugno 2017  | 12 giugno 2022  | Salvatore Paone       | lista civica "Libertà è Partecipazione" | sindaco                 |        |
| 12 giugno 2022  | 5 luglio 2024   | Galdino Dario Amantea | lista civica "Costruiamo il Futuro"     | sindaco                 | [ 25 ] |
| 5 luglio 2024   | 27 maggio 2025  | Costanza Pino         |                                         | commissario prefettizio |        |
| 27 maggio 2025  | in corso        | Salvatore Paone       | lista civica "Libertà è Partecipazione" | sindaco                 |        |

### Gemellaggi
- Ambler[26]